# تور جهانی حالا صحبت کن – زنده
تور جهانی حالا صحبت کن – زنده (به انگلیسی: Speak Now World Tour – Live) آلبومی زنده از خواننده-ترانه‌سرای اهل ایالات متحده آمریکا تیلور سوئیفت است که در ۲۱ نوامبر ۲۰۱۱ توسط بیگ ماشین رکوردز در فرمت‌های سی‌دی، دی‌وی‌دی و بلوری منتشر شد. این آلبوم در چارت‌های جزو ده آلبوم اول قرار گرفت.